# Asarkina morokaensis
Asarkina morokaensis är en tvåvingeart som först beskrevs av de Meijere 1908.  Asarkina morokaensis ingår i släktet Asarkina och familjen blomflugor. Inga underarter finns listade i Catalogue of Life.